# Jezioro Trzcielińskie
Jezioro Trzcielińskie – jezioro w Polsce, położone w województwie wielkopolskim, powiecie poznańskim, w gminie Dopiewo, na Wysoczyźnie Grodziskiej, na terenie Wielkopolskiego Parku Narodowego. 

## Charakterystyka
Powierzchnia jeziora wynosi 6,5 ha. Misa jest łukowato wygięta. Akwen zasilany przez ciek będący bezimiennym dopływem Samicy Stęszewskiej.
Akwen położony na terenie silnie zabagnionym, wchodzi w skład obszaru ochrony ścisłej Trzcielińskie Bagno. Jest porośnięty w dużej części gąszczem trzcin i oczeretów, zaroślami wierzbowymi i fragmentami łęgu olszowego, a ptaki mają tutaj bardzo sprzyjające warunki do bytowania. Na szczególną uwagę zasługuje kolonia mew śmieszek. W okolicy żyją też: czajka zwyczajna, czapla siwa, błotniak stepowy, myszołów zwyczajny i kania ruda. Z roślin występują m.in. grążel żółty, grzybienie białe i pałka wąskolistna. Poziom wód notuje spore wahania. Od strony północnej duży płat roślinności kserotermicznej.
W pobliżu jeziora stoi gajówka Podgaj. Dostęp do akwenu trudny – nie prowadzą tutaj żadne szlaki turystyczne.